# هاوارد بارنت (ورزشکار)
هاوارد بارنت (انگلیسی: Howard Burnett؛ زادهٔ ۸ مارس ۱۹۶۱) ورزشکار دو و میدانی اهل جامائیکا است.